# Montanoa bipinnatifida
Montanoa bipinnatifida es una especie de plantas fanerógamas perteneciente a la familia de las asteráceas.  Es originaria de México.

## Descripción
Son pequeños árboles o arbustos que frecuentemente crecen en grupos. A veces florecen muy jóvenes de modo que no son claramente leñosos. A veces con pelillos rígidos reclinados o bien pelos enmarañados. Alcanzan un tamaño de hasta de 10 m de alto, aunque generalmente son más bajos. Las hojas son opuestas, de hasta 75 cm de largo, profundamente divididas en 8 a 10 lóbulos, los 2 inferiores más angostos y dirigidos hacia abajo, los lóbulos con el margen aserrado o dividido, la base de la hoja ampliamente acorazonada; los pecíolos aproximadamente de un tercio de la longitud de la hoja, generalmente alado (aunque a veces de manera incompleta), frecuentemente con unos pequeños lóbulos más o menos cerca de la base. Las hojas en la inflorescencia muy reducidas, irregularmente lobadas a enteras.
La inflorescencia en forma de una panícula (de hasta 1 m de largo) ampliamente ramificada y compuesta de numerosas cabezuelas.  Cada cabezuela, aunque tiene el aspecto de una flor, es una inflorescencia formada por pequeñas flores sésiles dispuestas sobre un receptáculo cónico, provisto en su superficie de brácteas (páleas) con flecos en el ápice y con abundantes pelos glandulares; el conjunto de flores está rodeado por fuera por 8 a 13 brácteas que constituyen el involucro, éstas patentes o bien algo curvadas hacia atrás, lanceoladas a elípticas, la mayoría con el ápice agudo y endurecido, con la cara interna sin pelillos (excepto en el ápice). Flores liguladas aproximadamente 13, estériles, ubicadas en la periferia de la cabezuela, la corola es un tubo en la base y a manera de cinta hacia el ápice, semejando un pétalo de una flor sencilla, con pelillos y glándulas en el exterior, su forma es obovada con el ápice redondeado o 3-dentado, mide de 2 a 3.5 cm de largo, es de color blanco. Flores del disco 150 o más, hermafroditas, ubicadas en la parte central, la corola es un tubo que hacia el ápice se ensancha ligeramente (“garganta”) y se divide en 5 lóbulos, de color amarillo (verde en los botones), mide de 5 a 7.5 mm de largo, presenta pelillos y glándulas. Cáliz ausente.  El fruto es un aquenio (seco y no se abre), contiene una sola semilla, es obovado a cuadrangular, algo comprimido, café-verdoso a casi negro, de 3 a 4 mm de largo.

## Hábitat
Se encuentra en  barrancas, orillas de caminos, bosques perturbados, asociada con Bursera, Opuntia, Ceiba y Heliocarpus, en la selva baja caducifolia, bosque de encino.

## Taxonomía
Montanoa bipinnatifida fue descrita por (Kunth) K.Koch  y publicado en Wochenscrift des Vereines zur Befördung des Gärtenbaues in den Königl. Preussischen Staaten für Gärtnerei und Pflanzenkunde 7: 407. 1864.
Etimología
Montanoa: nombre genérico definido por primera vez por el médico y botánico español Vicente Cervantes Mendo en la publicación Novorum Vegetabilium Descriptiones  y, probablemente, se refiere al hábitat típico de las plantas de este género.
bipinnatifida: epíteto latino que significa "dos veces dividida".
Sinonimia
- Eriocoma elegans (C.Koch) Kuntze
- Eriocoma pyramidata (Sch.Bip. ex C.Koch)
- Montanoa elegans K.Koch
- Montanoa heracleifolia Brongn. ex Groenl.
- Montanoa pyramidata Sch.Bip. ex Sch.Bip.
- Polymnia grandis Hort.Berol. ex Kunth
- Uhdea bipinnatifida Kunth basónimo[5]